# 竹岡雄二
竹岡 雄二（たけおか ゆうじ、Yuji Takeoka、1946年 - ）は、日本出身の現代芸術家。芸術大学教授もつとめた。ドイツのデュッセルドルフ (Düsseldorf) を拠点に活動している。
第二次大戦後の1946年に京都市で生まれ、1968年に京都市立芸術大学へ入学、1972年に卒業し、専攻科在学中に、国費留学生にて、デュッセルドルフにある国立美術アカデミーへ留学した。その後、ブレーメン州の州立芸術大学 (de:Hochschule für Künste Bremen) において1995年より客員教授として、1998年からは教授に就任した。1980年のドイツを皮切りに個展は各国（日本を含め、ベルギー、フランスなど）でたびたび開催している。1992年のドクメンタにも出展している。2013年にブレーメン州立芸術大学を退官した。
2018年、紺綬褒章受章。
竹岡の作品について、同じく芸術家の名和晃平は「『台座』彫刻というコンセプト」と説明している。これは、作品を載せるためのいわば土台に過ぎない「台座」こそを主体として表現するという手法である。他にも作品を展示するための入れ物である美術館をアートにしてしまう、という試みも行っている。

## 主な作品の収蔵先
主な作品の収蔵先を示す。
- クンスト・パラスト美術館、デユッセルドルフ (ドイツ)
- クンストフェライン・ボン、ボン（ドイツ）
- ゲント現代美術館、ゲント（ベルギー）
- コンクレートアート美術館、オッテンドルフ（ドイツ）
- シュプレンゲル美術館、ハノーバー（ドイツ）
- ダイムラーAGコレクション、シュトゥットガルト/ベルリン（ドイツ）
- ドイツ銀行（ドイツ）
- ニイダー・ザクセン州スパーカッセ銀行財団アートコレクション、ハノーバー（ドイツ）
- パダボーン大学、パダボーン（ドイツ）
- ブルテンベルギッシュ・クンストフェライン、シュトゥットガルト（ドイツ）
- ブレーメン芸術大学、ブレーメン（ドイツ）
- DKM 美術館、 デュイスブルグ（ドイツ）
- 国立国際美術館、大阪（日本）
- 千葉市立美術館、千葉（日本）

## 主な展覧会
個展
2014年
- Museo Site (Galerie Konrad Fischer、ベルリン、ドイツ)

2012年
- Zum Nullpunkt der Bildhauerei, Sculptur at Square Zero (Museum Gerhard Marcks Haus、ブレーメン、ドイツ)

2011年
- Yuji Takeoka  Museo (Josef Albers Museum、Quadrat、ボトロップ、ドイツ)

2010年
- 見せること/To Show Things (ワコウ・ワークス・オブ・アート、東京)

2008年
- Yuji Takeoka (Galerie Konrad Fischer、ベルリン、ドイツ)

2007年
- Yuji Takeoka: Neue Papierarbeiten (Galerie Hollenbach、シュトゥットガルト、ドイツ　)

2006年
- Neue Skulpturen (Galerie Konrad Fischer、デュッセルドルフ、ドイツ)

2005年
- ある美術館の庭のための公共彫刻のプラン (ワコウ・ワークス・オブ・アート、東京)
- Yuji Takeoka (Studio A Otterndorf, Museum gegenstandsfreier Kunst、オッテンドルフ、ドイツ)

2004年
- Siebnen Sockel aus Blue-Stone Yuji Takeoka (Stiftung DKM、デュイスブルク、ドイツ)

2003年
- Yuji Takeoka-Geste des Zeigens (Galerie Dorothea van der Koelen、マインツ、ドイツ)

2001年
- …im Fenster Yuji Takeoka (Diözesanmuseum Köln、ケルン、ドイツ)
- Recent Works and Drawings (ギャラリーヤマグチ、大阪)

2000年
- Selected Works 1985-2000 (ワコウ・ワークス・オブ・アート、東京)
- Ein leeres Dazwischen (Kunstverein für Rheinlande und Westfalen、デュッセルドルフ、ドイツ)
- Presenting Fence (Galerie Konrad Fischer、デュッセルドルフ、ドイツ)

1999年
- New Works (ワコウ・ワークス・オブ・アート、東京)
- Yuji Takeoka (Kabinett für Aktuelle Kunst、ブレーマハーフェン、ドイツ)

1998年
- Yuji Takeoka (Galerie Hollenbach、シュトゥットガルト、ドイツ)
- Yuji Takeoka (Galerie Katrin Rabus、ブレーメン)

1997年
- Yuji Takeoka (Westfälischer Kunstverein、ミュンスター)
- Yuji Takeoka (Württembergischer Kunstverein Stuttgart、シュツットガルト)
- White Cube & Show Room (Galerie Konrad Fischer、ドュッセルドルフ)

1996年
- Yuji Takeoka White Cube (Kunstverein Ruhr、エッセン、ドイツ)

1995年
- Lux de Luxe (ギャラリーヤマグチ、大阪)
- Richard Long / Yuji Takeoka (ワコウ・ワークス・オブ・アート、東京)

1994年
- New Works (ワコウ・ワークス・オブ・アート、東京)

1993年
- Specific Presence (Galerie Konrad Fischer、デュッセルドルフ、ドイツ)

1992年
- Yuji Takeoka (Kunstraum Kassel、カッセル、ドイツ)
- New Works ワコウ・ワークス・オブ・アート、東京)

1991年
- Specific Rooms (Transmission Gallery、グラスゴー、イギリス)
- Sculptures (Galerie Phillip Casini、パリ、フランス)

1990年
- Flüsternde Klänge schweben auch (Galerie Konrad Fischer、デュッセルドルフ、ドイツ)
- Standing Sculpture (Gallery S 65、 アールスト、ベルギー)

1988年
- Gallery Shimada (山口)
- Art Cologne’88 (Galerie Konrad Fischer、ケルン、ドイツ)

1987年
- Yuji Takeoka (Bonner Kunstverein、ボン、ドイツ)
- Pathos der Distanz (Slalom Salon am Burgplatz、デュッセルドルフ、ドイツ)
- 2 Künstler-2 Kontinente (w/ Ernst Caramelle) (Japanisches Kulturinstitut、ケルン、ドイツ)

1986年
- Yuji Takeroka Skulpturen (Galerie Konrad Fischer、デュッセルドルフ、ドイツ)

1981年
- Yuji Takeoka (Kunstforum der Städtischen Galerie im Lenbachhaus、ミュンヘン、ドイツ)*

1980年
- Plastiken und Zeichnungen (Heidelberger Kunstverein、ハイデルベルク、ドイツ)

グループ展
2013年 
- “ Farbe 3 Yuji Takeoka, Werner Haypeter, Christian Kintz“ (Museum gegenstandsfreier Kunst,オッテンドルフ、ドイツ)

2011年 
- “Bezierungsarbeit/ Kunst und Institution”( Kunstlerhaus Wien、ウイーン、オーストリア)

2009/10年 
- Das Fundament der Kunst ,(Städtische Museen Heilbronn, Heilbronnハイルボン、ドイツ)
- Das Fundament der Kunst, (Museum Gerhard Marcks Haus、ブレーメン、ドイツ)
- Das Fundament der Kunst, (Arp Museum Bahnhof Rolansseck,ローランドエッケ、ドイツ )

2005年 
- Lichtkunst,  (ZKM Karlsruhe、カールスルーエ、ドイツ)

2002年	
- Kunst nach Kunst, (Neues Museum Weserburg Bremen, ブレーメン、ドイツ)

2001年	
- Minimal Maximal,  (千葉市美術館）
- Minimal Maximal,  (京都国立近代美術館)
- Minimal Maximal,  (福岡市美術館)

2001年
- Senritsumirai : Arte attuale dal Giappone,( Centro per l´Arte contemporanea,Luigi Pecci, Prato,プラト、イタリア)

2001年 
- Museum as Subject 主題としての美術館 : 美術館をめぐる現代美術,  (大阪国立国際美術館)
- Minimalismos. Un signo de los tiempos“  (Museo National Centro de Arte Reina Sofia Madrid,マドリッド、スペイン)

2001/2002年
- Minimal Maximal,( National Museum of  Contemporary Art , Soeul、ソウル、韓国)

1998/99年
- Minimal Maximal,  (Neues Museum Weserburg Bremen、ブレーメン、ドイツ)

1999年	
- Minimal Maximal,  (Staatliche Kunsthalle Baden-Baden、バーデン・バーデン、ドイツ)
- Minimal Maximal,  (Centro Galego de Arte Contemporânea, Santiago de Compostella,サンチアゴ・デ・コンポステラ、スペイン)

1994年 　
- Translokation,  (Haus der Architektur, Graz、グラーツ、オーストリア)

1992年　
- Documenta IX,   (Kassel,カッセル、ドイツ)

1989年	
- Bremer Kunstpreis ’89,  (Kunsthalle Bremen,ブレーメン、ドイツ)
- Europalia Japan ’89, ( Museum van Hedendaagse Kunst, Gent、ゲント、ベルギー)
- Prospect ’89  Frankfurter Kunstverein und Schirn Kunsthalle,フランクフルト、ドイツ)